# 奉仙観

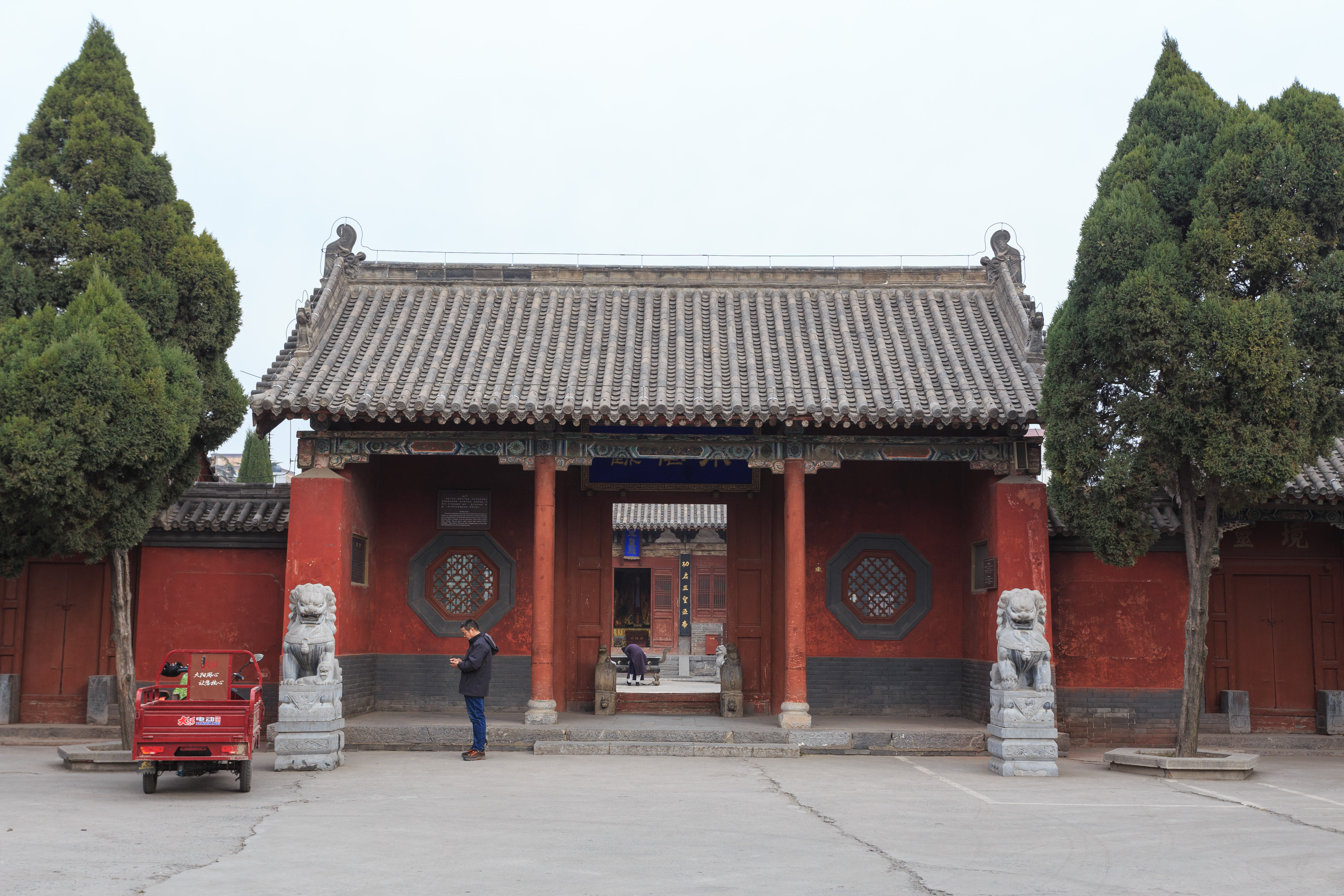
奉仙観

奉仙観（ほうせんかん）は、中華人民共和国河南省済源市北海街道荊梁北街にある道教寺院（道観）。

## 歴史
奉仙観は、唐の垂拱元年（685年）創建で、当時は奉先観と称した。魯希言・魯和光はここで修行した。
北宋の時、賀蘭栖真はここで修行した。真宗に召され、勅で「宗真大師」と封じられた。
金の大定24年（1184年）は三清大殿を重修した。
元の初年、住職の崇寧葆光はを玉皇殿・三官殿修復する。
明の正統10年（1445年）、住職の韓嵩岩はを講堂重修した。
清の乾隆17年（1752年）は三官殿・山門・廂房を重修した。
2001年6月25日、中華人民共和国国務院は奉仙観を全国重点文物保護単位に認定した。

## 建築物
- 山門、玉皇殿、三清大殿、廂房、配殿

## 重要文化財
- 唐の『太上老君石像碑』
- 宋の『章聖皇帝御制詩並記』
- 元の『衛公道行之碑』
- 明の石棺材